# Сања Петровић Тодосијевић
Сања Петровић Тодосијевић (7. јул 1977, Шабац) српска је историчарка и активисткиња.

## Образовање и запослење
Сања Петровић Тодосијевић је завршила Шабачку гимназију, потом и основне студије на Одељењу за историју Филозофског факултета Универзитета у Београду. Дипломирала је на Катедри за општу савремену историју јуна 2003. на тему Други живот. Европски утицаји на процес модернизације свакодневног живота Шапца. Магистрирала је на истој катедри марта 2007. на тему Делатност УНИЦЕФ-а у Федеративној Народној Републици Југославији 1947—1954. Докторску тезу под називом Социјализам у школској клупи. Реформа основношколског система у Србији 1944—1959. је одбранила 4. октобра 2016. године на Факултету за медије и комуникације (студијски програм Трансдисциплинарне студије савремене уметности и медија) Универзитета Сингидунум. 
Од септембра 2003. до марта 2004. године је радила  као професорка историје а од 2004. до 2007. године је била стипендисткиња Министарства просвете, науке и технолошког развоја на пројектима Института за савремену историју и Института за европске студије. Од  јуна 2007. године је запослена у Институту за новију историју Србије. Сања Петровић Тодосијевић је изабрана у звање научне сараднице 24. маја 2017. године, а у звање више научне сараднице 2022. године. 

## Ангажман
Сања Петровић Тодосијевић је актуелна председница Научног већа Института за новију историју Србије, секретарка Редакције Библиотеке Студије и монографије Института за новију историју Србије као и чланица међународног уређивачког одбора часописа Retrospektive. Znanstvena revija za zgodovinopisje in sorodna področja.
Била је чланица  Пројектног тима Радне групе Републике Србије за обнову бившег југословенског павиљона у Државном музеју Аушвиц -- Биркенау. Од јуна 2025. је чланица је УНЕСКО-вог експертског тима (као експерткиња за Србију) за развој пратећих образовних програма сталне изложбе држава наследница бивше Југославије у бившем југословенском павиљону (Павиљон бр. 17) у Државном музеју Аушвиц Биркенау.
Дужи низ година је била координаторка Програма архивских истраживања у Републици Србији Музеја Холокауста из Вашингтона (2013 – 2019). Чланица је Националне групе Министарства просвете, науке и технолошког развоја Републике Србије за имплементацију едукативних материјала о антисемитизму ODIHR и Куће Ане Франк (Амстердам) (2016 – до данас).
Била је реализаторка је акредитованог семинара од стране Министра просвете као програма од посебног значаја Примена наставног материјала за борбу против антисемитизма у процесу наставе и учења, а током 2021. године је била чланица Управног одбора Музеја жртава геноцида.

## Пројекти
Била је ангажована у реализацији више домаћих и међународних пројеката
- Традиција и трансформација – историјско наслеђе и национални идентитети у Србији у 20. веку, Министарство просвете, науке и технолошког развоја Републике Србије (2011 -- 2019).[7]
- Институт за новију историју Србије; Центар за истраживање и едукацију о Холокаусту (2016-2017
- / Универзитет у Франкфурту на Одри, Филозофски факултет Универзитета у Београду, Филозофски факултет Универзитета у Загребу (2019).
- Стручна сарадница на филму Ане Хушман и Дубравке Секулић Don`t Trace, draw/ Не прецртавати него цртати! /Haus  der Kulturen der Welt (HKW) и Harun Farocki Institut у оквиру пројекта и за потребе реализације изложбе Education Shock. Learning, Politics and Architecture in the 1960s and 70s (January 29 – May 02, 2021, Haus der Kulturen der Welt, Berlin. Educatuon from Below, заједничког пројекта Rijksakademie van beeldende kunsten, Amsterdam, MACBA, Barcelona и WHW [8]
- Educatuon from Below, заједничког пројекта Rijksakademie van beeldende kunsten, Amsterdam, MACBA, Barcelona и WHW Zagreb.[9]
- У периоду од 2017. до 2019. је била ангажована као спољни сарадник и предавач на семинару Ми и они други кога су у оквиру заједничког трогодишњег програма реализовали на Економском факултету у Бујановцу Служба Координационог тела Владе Републике Србије за општине Прешево, Бујановац и Медвеђа, Група 484 и швајцарска Фондација Песталоци.

## Активизам
Активна је чланица и једна од оснивачица Центра за југословенске студије, Цејус који од почетка 2018. године постоји као невладина организација. Исте године је била Уредница  Трибинског програма Сто година од оснивања Југославије који су реализовали Центар за југословенске студије Цејус и Дом омладине Београд.
Активна је чланица Иницијативе за очување Меморијалног комплекса Бошко Буха на Јабуци код Пријепоља.

## Педагошки рад
Коауторка је два уџбеника из историје за седми и осми разред основне школе:
- Историја 7 : уџбеник са одабраним историјским изворима за седми разред основне школе. Београд: Клет. 2020. ISBN 978-86-533-0398-3.

- Тодосијевић, Петровић-Тодосијевић, Александар, Сања (2020). Историја 8 : уџбеник са одабраним историјским изворима за осми разред основне школе. Клетт. ISBN 978-86-533-0559-8.

## Награде
Добитница је BeFem Bring The Noize 2023. признања за борбу против десничарских интервенција у фомалном образовању.

## Избор библиографије
- Петровић-Тодосијевић, Сања (2018). Отећемо светлост бучном водопаду : реформа основношколског система у Србији 1944-1959. Београд: Институт за новију историју Србије. ISBN 978-86-7005-152-2.
- Петровић-Тодосијевић, Сања (2023). Јеврејски логор у Шапцу на Сави као централно место у процесу спровођења Холокауста у Шапцу и околини (јул 1941–јануар 1942). Београд.
- Петровић-Тодосијевић, Сања (2023). Холокауст у мемоарским делима Григорија Глише Бабовића (1886–1961).
- Петровић-Тодосијевић, Сања (2023). Еманципација деце као друштвене групе у светлу спровођења званичне политике образовања и васпитања у социјалистичкој Југославији.
- Петровић-Тодосијевић, Сања (2022). Глас иза жице. Наши дани – лист југословенских ратних заробљеника нацистичког заробљеничког логора Сталаг XVII Б.
- Петровић-Тодосијевић, Сања (2021). Пионирски град у Загребу педесетих година 20. века: лабораторија социјалистичког детињства.
- Петровић-Тодосијевић, Сања (2019). Бекства Јевреја са територије немачке окупационе зоне у Србији 1941-1944.
- Петровић-Тодосијевић, Сања (2019). Slika oca u jugoslovenskim časopisima za decu od kraja drugog svetskog rata do kraja pedesetih godina 20. veka.
- Петровић-Тодосијевић, Сања (2016). Zbrinjavanje dece nemačke nacionalnosti u domovima za decu roditeljskog staranja u Jugoslaviji posle Drugog svetskog rata 1946.-1952.
- Петровић-Тодосијевић, Сања (2016). Однос комунистичке власти у Србији према "старом" учитељском кадру после Другог светског рата.
- Петровић-Тодосијевић, Сања (2015). "Произвођење" хероја. Школовање југословенских дечака у суворовским војним школама у СССР-у 1945-1954.
- Петровић-Тодосијевић, Сања. "У сваком Бугарину имали смо оца, а у Бугарки мајку". Југословенска деца у Бугарској 1945. године.
- Петровић-Тодосијевић, Сања (2012). На путу. Репатријација деце припадника немачке националне мањине у Југославији после Другог светског рата 1948-1956.
- Петровић-Тодосијевић, Сања (2010). "Конструктивно васпитање" најмлађих припадника југословенске заједнице : совјетски модел на трагу "познавања наше сопствене проблематике".
- Петровић-Тодосијевић, Сања (2009). "Ljudi bježite, auto je sigurno opet stigao da nekoga hapse". Analiza provođenja UNICEF-ovog Programa automobila i drugih prijevoznih sredstava u FNRJ 1948.-1954.
- Петровић-Тодосијевић, Сања (2009). Слободан Селинић, Београд 1960-1970, снабдевање и исхрана, Београд, ИНИС, 2005, (529).
- Петровић-Тодосијевић, Сања (2008). "Платнени град" југословенских избеглица. Југословенски избеглички камп у Ел Шату 1944-1946.
- Петровић-Тодосијевић, сања (2008). Југословенски избеглички логор, Ел Шат, Египат 1944-1946. Потреба и(ли) потврда.